# Sestrugno
Sestrugno o Sestrugn (in croato Sestrunj) è un'isola della Dalmazia settentrionale, in Croazia, situata a ovest di Zara. L'isola fa parte dell'arcipelago zaratino. Amministrativamente appartiene al comune di Oltre, nella regione zaratina. L'unico abitato, il villaggio omonimo di Sestrugno, si trova all'interno dell'isola ed ospitava, nel 2011, una popolazione di appena 48 abitanti. L'economia dell'isola si basa su agricoltura e pesca.

## Geografia
Sestrugno si trova tra l'isola di Melada (a nord-ovest), le isole di Ton Grande, Sferinaz e Isola Lunga (a sud-ovest), l'isola di Raviane (a est) e Ugliano (a sud-est). La distanza da Zara è di 15 km in linea d'aria, e di 12  M di navigazione dal porto di Cablin (Kablin), a sud dell'isola. L'isola ha una superficie di 15,12 km² e lo sviluppo costiero è di 29,34 km, l'elevazione massima è quella del monte Cerchiaro (Sridnji o Obručar), 185,3 m s.l.m.. Da punta Croce (rt Križ) a punta Maurovizza (rt Marovica) l'isola ha una lunghezza di circa 11 km. A nord si affaccia sull'ampio mare di Puntadura (Virsko more); il canale di Rivagno o di Raviane (Rivanjski kanal), ad est, la separa dall'isola omonima e dagli isolotti Tre Sorelle; a sud il canale di Mezzo (Srednji kanal) la separa dall'Isola Lunga; mentre ad ovest il canale di Sestrugno (Sestrunjski kanal) la separa da Ton Grande. Due approdi servono il villaggio di Sestrugno che si trova all'interno: valle Chervalin (uvala Hrvatin) a nord e valle Cablin o Gablin (uvala Kablin) a sud.

### Isole adiacenti

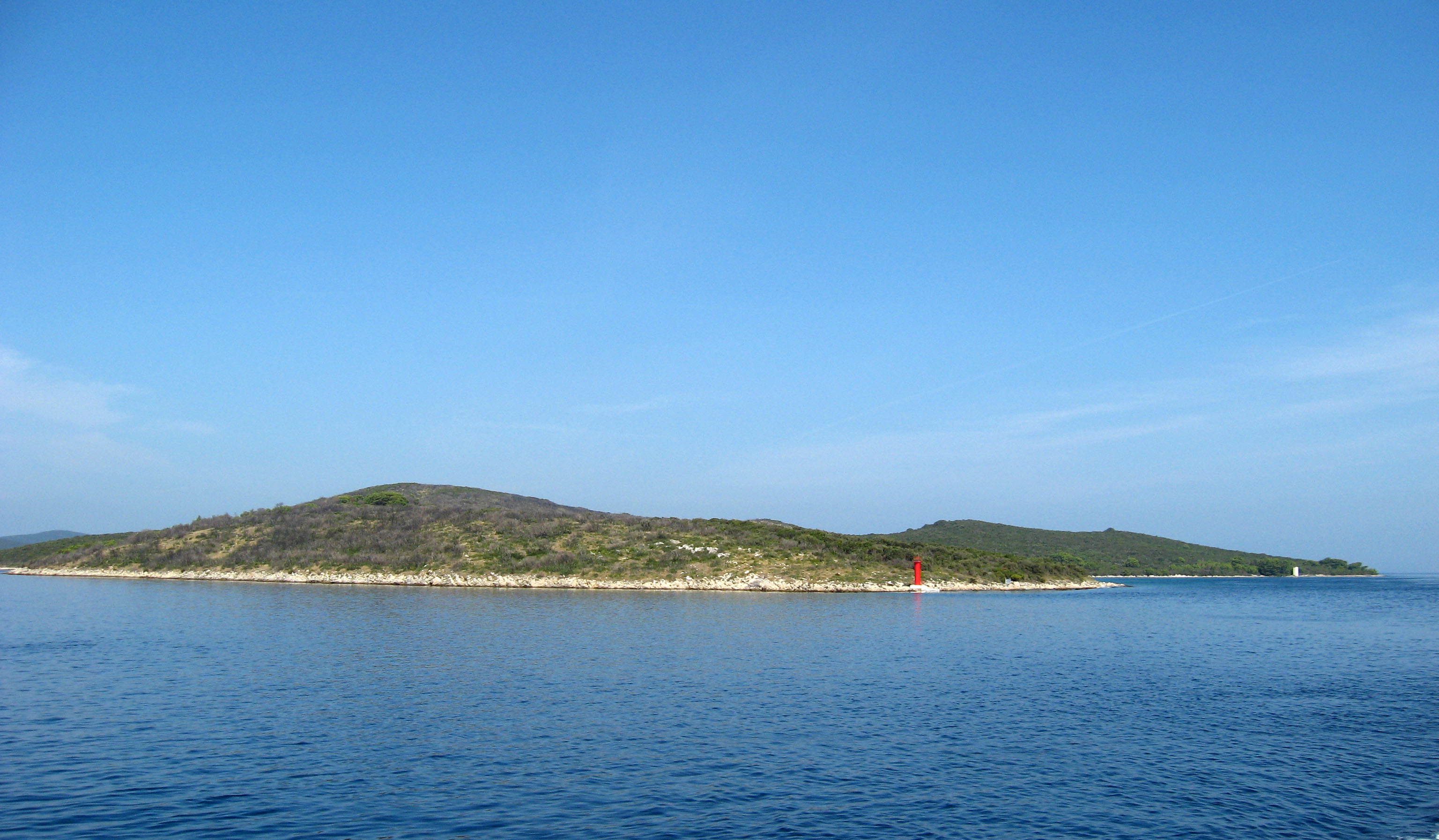
Sestrugno

- Tre Sorelle (Tri Sestrice), al di là del canale di Rivagno, parallele a Sestrugno.
- Scogli Paranze[7][17], Paranza[5] o Paranco[8], a est di punta Maurovizza:
  - Paranza Piccolo[5][18] (Mali Paranak), piccolo isolotto rotondo con una superficie di 0,029 km²[1], la costa lunga 0,61 km[1] e l'altezza di 16 m[2]. Si trova a circa 200 m[2] a est della punta meridionale di Sestrugno 44°07′51″N 15°02′15″E.
  - Paranza Grande[5][19] (Veli Paranak), a sud di Paranza Piccolo, dista 570 m da Sestrugno[2]; ha un'area di 0,034 km², la costa lunga 0,7 km[1] e l'altezza di 10 m[2] 44°07′31″N 15°02′21″E.
- Scoglio dell'Orto[20], Vartlaz[8] (Vrtlac), chiamato anche Trimolo[9][21], piccolo scoglio con una superficie di 9339 m²[22], la costa lunga 399 m[22] e l'altezza di 6 m[2]; si trova a ovest di punta Croce a circa 1,1 km[2] di distanza ed è segnalato da un piccolo faro[23] 44°12′04″N 14°55′37″E.

### Cartografia
- (HR) Mappa topografica della Croazia 1:25000, su preglednik.arkod.hr. URL consultato l'8 aprile 2017.
- G. Giani, Carta prospettiva delle Comuni censuarie della Dalmazia, foglio 2, 1839. Fondo Miscellanea cartografica catastale, Archivio di Stato di Trieste.
- Carta di cabottaggio del mare Adriatico, foglio V, Milano, Istituto geografico militare, 1822-1824. URL consultato il 12 aprile 2017 (archiviato dall'url originale il 23 agosto 2021).
- Carta di cabottaggio del mare Adriatico, foglio VII, Milano, Istituto geografico militare, 1822-1824. URL consultato il 12 aprile 2017 (archiviato dall'url originale il 13 aprile 2013).